# 鐵佛寺 (湖州)
湖州鐵佛寺位于中国浙江省湖州市吴兴区劳动路中段192号（原乌程县学文庙北），因有北宋天圣三年（1025）僧鉴真所鑄鐵觀音像而得名。

## 歷史
该寺最初为开元寺之东廊，位于湖州子城西一百二十步，后别立寺门，曾名铁观音院、寿圣观音禅院和广福观音禅院等，明洪武二年（1369）以寺故址建泰定仓，移寺于今址并改为今额，宣德八年（1433）僧昙璧又铸大铁佛像三尊。「文革」中寺院被改为工廠，三尊鐵佛像被熔毁，惟鐵觀音像幸存，但失一手。1978年政府撥專款修理寺院並對外開放。

## 構造
今建筑群由牌坊、前广场、天王殿、钟鼓楼、前殿（观音殿）和后殿（铁佛殿，亦名大雄宝殿）组成，前殿建于同治十三年（1874），后殿建于光绪初年（1875），均为面阔五间，硬山顶。前殿正中安放铁观音像，高2.15米，重约1.5吨，后殿正中陈列日本宝永二年（1706，即清康熙四十五年）所铸铜钟，高1.6米，重1.5吨，为胡光镛东游日本时够得并赠予，此外寺内亦存有原城内天宁寺遗物唐会昌三年（843）佛顶尊胜陀罗尼经幢（位于后殿前东侧廊内）和元代赵孟頫所书《天宁万寿禅寺》碑（位于后殿后壁），以及传为明宣德八年（1433）僧昙璧所造古井。

## 图集
- 牌坊
- 前广场
- 天王殿
- 前殿
- 前殿侧面
- 后殿（整修中）